# داکوتون
داکوتون (به لاتین: Dakoutun) یک شهرک در جمهوری خلق چین است که در بخش بائودی واقع شده‌است. داکوتون ۷ متر بالاتر از سطح دریا واقع شده‌است.